# Hoplotarache
Hoplotarache là một chi bướm đêm thuộc họ Noctuidae.